# Duguetia duckei
Duguetia duckei är en kirimojaväxtart som beskrevs av Robert Elias Fries. Duguetia duckei ingår i släktet Duguetia och familjen kirimojaväxter. Inga underarter finns listade i Catalogue of Life.